# Laurens Janszoon Coster

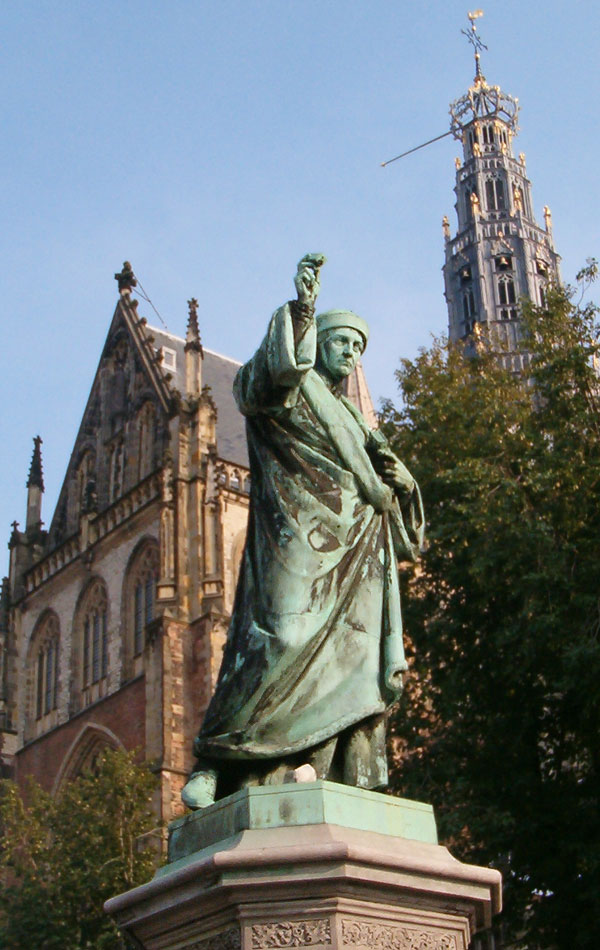
Laurens Janszoon Coster auf dem Grote Markt in Haarlem.

Laurens Janszoon Coster, auch Laurens Jansz. Koster und Laurens Janssoen Coster (* um 1370 in Haarlem; † um 1440) war Küster an der Parochialkirche in Haarlem und Mitglied des Großen Rates, Schöffe, städtischer Schatzmeister. Eine Legende sieht in ihm den Erfinder des Buchdrucks.

## Coster-Legende
Coster galt in den Niederlanden als Erfinder des Buchdrucks. Diesen soll er ab 1423 in seiner Heimatstadt Haarlem entwickelt haben. Andere Quellen nennen 1428 oder 1430. Costers Name wird erstmals 1568 (postum) von dem niederländischen Schriftsteller Hadrianus Junius (Adriaen de Jonghe) erwähnt, und zwar in seiner 1568 verfassten und 1588 gedruckten „Batavia“, einer Art „Geschichte der Niederlande“. Zuvor wurde schon von den niederländischen Autoren Jan Van Zuyren und Dirck Volkertszoon Coornhert die These geäußert, der Buchdruck sei in Haarlem erfunden worden. In den Niederlanden gilt als sicher, dass um 1450 in Haarlem Bücher gedruckt worden sind, die „Costeriana“ genannt wurden.
Kritiker dieser Theorie verweisen auf die 1499 gedruckte „Kölner Chronik“. Darin wird die Behauptung, der Buchdruck sei in Holland erfunden worden, als „offenbar gelogen“ bezeichnet. Die so genannten „Costeriana“ (die holländischen Frühdrucke) seien erst seit 1471 nachzuweisen. Johannes Gutenberg, der in Deutschland als Erfinder des Buchdrucks mit beweglichen Lettern gilt, soll ab 1436 in Straßburg unter strenger Geheimhaltung an seiner Erfindung gearbeitet haben. Der Druck seiner berühmten 42-zeiligen Bibel erfolgte 1452–1454 in Mainz. 
In niederländischen Schulbüchern war dennoch lange Zeit nachzulesen, Laurens Janszoon Coster habe die Buchdruckerkunst erfunden, und die Stadt Haarlem gedenkt Costers in Jubiläen, auf Medaillen und in Büchern. Heute wird Gutenberg jedoch auch in den Niederlanden allgemein als Erfinder des Buchdrucks anerkannt. Abgesehen von dieser europäischen Diskussion gilt als gesichert, dass der Buchdruck mit beweglichen Lettern schon im 11. Jahrhundert in China erfunden wurde.